# 台灣麻糬主題館
台灣麻糬主題館是位於台灣南投縣南投市的麻糬觀光工廠。

## 歷史
該館成立於2011年。2012年以遊客數108萬人次，拿下觀光工廠參觀人數的冠軍。 

## 建築
該館附設生產麻糬的工廠。博物館的參觀行程位於博物館的上層。 

## 活動
博物馆提供各种活动，如品尝麻糬和制作麻糬的工作坊。 

## 外部連結
- 麻糬蛋糕 （页面存档备份，存于）（中文）